# Список депутатов Рийгикогу Эстонии XIV созыва
3 марта 2019 года граждане Эстонии, обладающие правом голоса, избрали XIV созыв Рийгикогу.
По результатам выборов наибольшее количество мест в парламенте, состоящем из 101 депутата, получила Партия реформ. Они получили 34 мандатa, и их поддержало 28,9 % избирателей.
Явка на выборах составила 63,7 %. Из 887 420 граждан, имеющих право голоса, проголосовали 565 040 человек.
Центристская партия в новом составе Рийгикогу имеет 26 (23,1 %), Консервативная народная партия Эстонии – 19 (17,8 %), Isamaa – 12 (11,4 %) и Социал-демократическая партия – 10 (9,8 %) мандатов.

## Партия Реформ
34 мест:
1. Аннели Аккерманн
2. Хеле Эверус
3. Кая Каллас
4. Эркки Келдо
5. Йоханнес Керт
6. Тоомас Кивимяги
7. Ээрки-Нийлес Кросс
8. Антс Лаанеотс
9. Марис Лаури
10. Кристен Михал
11. Мадис Миллинг
12. Ханно Певкур
13. Валдо Рандпере
14. Андрус Сеэме
15. Айвар Сыэрд
16. Урве Тийдус
17. Марко Торм
18. Йоко Алендер
19. Юри Яансон
20. Сийм Каллас
21. Лийна Карсна
22. Сигне Киви
23. Хейки Краних
24. Урмас Круузе
25. Калле Лаанет
26. Юрген Лиги
27. Марко Михкельсон
28. Кейт Пентус-Розиманнус
29. Хейди Пурга
30. Сигне Рийсало
31. Андрес Сутт
32. Кристина Шмигун-Вяхи
33. Вилья Тоомаст
34. Март Вырклаэв

## Центристская партия
26 мест:
1. Дмитрий Дмитриев
2. Кайдо Хёвельсон
3. Марек Юргенсон
4. Михаил Корб
5. Сирет Котка
6. Оудекки Лооне
7. Ааду Муст
8. Пеэтер Рахнель
9. Майлис Репс
10. Эрки Сависаар
11. Михаил Стальнухин
12. Тармо Тамм
13. Виктор Васильев
14. Энн Ээсмаа
15. Мария Юферева-Скуратовски
16. Яанус Карилайд
17. Андрей Коробейник
18. Игорь Кравченко
19. Наталия Маллеус
20. Тынис Мёлдер
21. Мартин Репинский
22. Керсти Сарапуу
23. Имре Соояэр
24. Марко Шорин

## Консервативная народная партия
19 мест:
1. Мерри Аарт
2. Пеэтер Эрнитс
3. Калле Грюнталь
4. Март Хельме
5. Уно Каскпейт
6. Рене Кокк
7. Сийм Похлак
8. Пауль Пуустусмаа
9. Урмас Рейтельманн
10. Яак Валге
11. Рихо Брейвель
12. Урмас Эспенберг
13. Хелле-Мооника Хельме
14. Руубен Каалеп
15. Керт Кинго
16. Лео Куннас Анти Пооламетс
17. Хенн Пыллуаас
18. Кай Риммель

## Партия «Отечество»
12 мест:
1. Хейки Хепнер
2. Айвар Кокк
3. Виктория Ладынская-Кубитс
4. Андрес Метсоя
5. Хелир-Валдор Сеэдер
6. Прийт Сибул
7. Сиим Кийслер
8. Тармо Круузимяэ
9. Михаил Лотман
10. Юллар Сааремяэ
11. Свен Сестер
12. Райво Тамм

## Социал-демократическая партия
10 мест:
1. Яак Юске
2. Хельмен Кютт
3. Евгений Осиновский
4. Хельо Пикхоф
5. Индрек Саар
6. Кальви Кыва
7. Лаури Ляэнеметс
8. Ивари Падар
9. Катри Райк
10. Рийна Сиккут

## Не входящие во фракции
1. Раймонд Кальюлайд